# Communauté de communes L’Orée de la Brie
Die Communauté de communes L’Orée de la Brie (offizielle Schreibweise: Communauté de communes l’Orée de la Brie) ist ein französischer Gemeindeverband mit der Rechtsform einer Communauté de communes in den Départements Seine-et-Marne und Essonne in der Region Île-de-France. Sie wurde am 5. Dezember 2003 gegründet und umfasst vier Gemeinden. Der Verwaltungssitz befindet sich im Ort Brie-Comte-Robert. Eine Besonderheit ist die Département-übergreifende Struktur der Mitgliedsgemeinden.

## Mitgliedsgemeinden
| Gemeinde                                 | Einwohner 1. Januar 2022 | Fläche km² | Dichte Einw./km² | Code INSEE | Postleitzahl | Département    |
| ---------------------------------------- | ------------------------ | ---------- | ---------------- | ---------- | ------------ | -------------- |
| Brie-Comte-Robert                        | 18.999                   | 19,93      | 953              | 77053      | 77170        | Seine-et-Marne |
| Chevry-Cossigny                          | 4.019                    | 16,75      | 240              | 77114      | 77173        | Seine-et-Marne |
| Servon                                   | 3.430                    | 7,40       | 464              | 77450      | 77170        | Seine-et-Marne |
| Varennes-Jarcy                           | 2.381                    | 5,48       | 434              | 91631      | 91480        | Essonne        |
| Communauté de communes L’Orée de la Brie | 28.829                   | 49,56      | 582              | –          | –            | –              |